# Quần đảo Cayman tại Thế vận hội
Quần đảo Cayman tham dự Thế vận hội lần đầu năm 1976, và đã gửi vận động viên (VĐV) tới các kỳ Thế vận hội Mùa hè kể từ đó, trừ lần tẩy chay Thế vận hội Mùa hè 1980. Quốc gia này lần đầu góp mặt tại Thế vận hội Mùa đông năm 2010 và chưa từng giành được huy chương Olympic.
Tiếp sau sự kiện độc lập của Jamaica năm 1962, Quần đảo Cayman trở thành một lãnh thổ riêng biệt ở hải ngoại của Anh. Ủy ban Olympic quốc gia của nước này được thành lập năm 1973 và được công nhận năm 1976.

## Bảng huy chương

### Huy chương tại các kỳ Thế vận hội Mùa hè
| Thế vận hội         | Số VĐV        | Vàng          | Bạc           | Đồng          | Tổng số       | Xếp thứ       |
| 1896–1972           | không tham dự | không tham dự | không tham dự | không tham dự | không tham dự | không tham dự |
| Montréal 1976       | 2             | 0             | 0             | 0             | 0             | –             |
| Moskva 1980         | không tham dự | không tham dự | không tham dự | không tham dự | không tham dự | không tham dự |
| Los Angeles 1984    | 8             | 0             | 0             | 0             | 0             | –             |
| Seoul 1988          | 8             | 0             | 0             | 0             | 0             | –             |
| Barcelona 1992      | 10            | 0             | 0             | 0             | 0             | –             |
| Atlanta 1996        | 9             | 0             | 0             | 0             | 0             | –             |
| Sydney 2000         | 3             | 0             | 0             | 0             | 0             | –             |
| Athens 2004         | 5             | 0             | 0             | 0             | 0             | –             |
| Bắc Kinh 2008       | 4             | 0             | 0             | 0             | 0             | –             |
| Luân Đôn 2012       | 5             | 0             | 0             | 0             | 0             | –             |
| Rio de Janeiro 2016 | 5             | 0             | 0             | 0             | 0             | –             |
| Tokyo 2020          | chưa diễn ra  |               |               |               |               |               |
| Tổng số             | Tổng số       | 0             | 0             | 0             | 0             | –             |

### Huy chương tại các kỳ Thế vận hội Mùa đông
| Thế vận hội    | Số VĐV        | Vàng          | Bạc           | Đồng          | Tổng số       | Xếp thứ       |
| 1924–2006      | không tham dự | không tham dự | không tham dự | không tham dự | không tham dự | không tham dự |
| Vancouver 2010 | 1             | 0             | 0             | 0             | 0             | –             |
| Sochi 2014     | 1             | 0             | 0             | 0             | 0             | –             |
| Tổng số        | Tổng số       | 0             | 0             | 0             | 0             | –             |